# Аронович, Евгения Цемаховна
Евге́ния Це́маховна Ароно́вич (24 июня 1932, Москва — 5 июля 1993) — советский и российский переводчик.
Переводила с английского, словацкого, французского, чешского языков. Член Союза писателей СССР (1976).

## Биография
Окончила Московский педагогический институт иностранных языков (1958). Жила в Москве. Член Союза писателей СССР с 1976 года.
Переводила произведения Йозефа Несвадбы, Ладислава Фукса, Сватоплука Т. и других чешских и словацких авторов, а также Айзека Азимова, Жюля Верна, Яна Флеминга, Франсуазы Малле-Жорис.
Архив хранится в Российском государственном архиве литературы и искусства.

## Переводы
- Гандзова В. Мадлемка. Пер. со словац. — М., 1959.
- Несвадба Й. Трактат о воздушных кораблях // Несвадба Й. Мозг Эйнштейна. Пер. с чеш. — М.: Мир, 1965. — («Зарубежная фантастика»).
- Мнячко Л. Смерть зовётся Энгельхен: Роман. Пер. со словац. // Библиотека современной прозы и поэзии в 5-ти томах. Том 2. — М.: Молодая гвардия, 1967. — Тираж 50 000 экз. — С. 97—295.
- Гандзова В. Отрекитесь от первой любви. Пер. со словац. — М.: Прогресс, 1969. — 262 с.
- Ярош П. Визит: Рассказы и повести. Пер. со словац. — М.: Прогресс, 1975. — 239 с. — Тираж 50 000 экз.
- Сватоплук Т. Шведский мрамор. Пер. с чеш. — Прага: Лидове Накладательстви, 1978. — 184 с. — Тираж 50 000 экз.
- Черник З. Дорога к началу веков. Пер. с чеш. // Ночная погоня: Сборник. — М.: Детская литература, 1989. — Тираж 100 000 экз. — («Библиотека приключений и научной фантастики»).
- Компьютер по имени Джо: Сборник. — М.: Детская литература, 1990. — Тираж 100 000 экз. — («Библиотека приключений и научной фантастики»).
- Верн Ж. Зелёный луч. Замок в Карпатах. — М.: Ладомир, 1992. — 286 с. — Тираж 100 000 экз. — ISBN 5-86218-023-0, ISBN 5-86218-022-2. — («Неизвестный Жюль Верн»).
- Малле-Жорис Ф. Анна, или театр // Малле-Жорис Ф. Три времени ночи: Повести о колдовстве. Пер. с франц. — М.: Политиздат, 1992. — 400 с. — Тираж 100 000 экз. — ISBN 5-250-01663-4. — С. 11—106.
- Фукс Л. Дело советника криминальной полиции. Пер. с чеш. // Жемчужина императора: Сборник. — М.: Марихи, 1994. — Тираж 20 000 экз. — («Библиотека остросюжетного романа»). — С. 321—494.
- Гофмайстер А. О творчестве поэта Кокто // Кокто Ж.. Петух и Арлекин. — М.: Кристалл, 2000. — 800 с. — Тираж 10 000 экз. — ISBN 5-8191-0056-5. — («Библиотека мировой литературы»). — С. 803—807.
- Полонили турки... / пер. с словацкого Е. Аронович //Мифы и легенды народов мира. Древние славяне.- М.: Мир книги ; Литература, 2004.-  с.417 - 419.- ISBN 5-8405-0584-6
- Поберова С. Жирафка. Пер. с чеш. — М.: Физкультура и спорт, 2011. — 176 с. — Тираж 75 000 экз. — ISBN 5-278-00344-8.